# Gabriela Lee
Gabriela Lee (* 23. August 1995 als Gabriela Talabă) ist eine rumänische Tennisspielerin.

## Karriere
Lee spielt überwiegend ITF-Turniere. Auf der ITF Women’s World Tennis Tour gewann sie bislang sechs Titel im Einzel und zehn im Doppel.

## Turniersiege

### Einzel
| Nr. | Datum              | Turnier        | Kategorie   | Belag     | Finalgegnerin          | Ergebnis       |
| --- | ------------------ | -------------- | ----------- | --------- | ---------------------- | -------------- |
| 1.  | 27. August 2017    | Bukarest       | ITF $15.000 | Sand      | Victoria Bosio         | 7:5, 6:4       |
| 2.  | 9. September 2018  | Marbella       | ITF $15.000 | Sand      | Aleksandrina Najdenowa | 6:2, 6:2       |
| 3.  | 7. Oktober 2018    | Charleston     | ITF $25.000 | Sand      | Elizabeth Halbauer     | 6:4, 6:75, 6:2 |
| 4.  | 15. September 2019 | Redding        | ITF W25     | Hartplatz | Alycia Parks           | 6:1, 6:1       |
| 5.  | 8. Mai 2022        | Bonita Springs | ITF W100    | Sand      | Katarzyna Kawa         | 6:1, 6:3       |
| 6.  | 25. Mai 2025       | Pelham         | ITF W50     | Sand      | Robin Anderson         | 6:3, 6:1       |

### Doppel
| Nr. | Datum              | Turnier        | Kategorie   | Belag     | Partnerin                   | Finalgegnerinnen                                   | Ergebnis           |
| --- | ------------------ | -------------- | ----------- | --------- | --------------------------- | -------------------------------------------------- | ------------------ |
| 1.  | 5. Juni 2015       | Galați         | ITF $10.000 | Sand      | Oana Georgeta Simion        | Daniela Ciobanu Camelia-Elena Hristea              | 4:6, 7:5, [10:8]   |
| 2.  | 1. Juli 2016       | Focșani        | ITF $10.000 | Sand      | Oana Georgeta Simion        | Daniela Ciobanu Kassandra Davesne                  | 5:7, 6:1, [10:6]   |
| 3.  | 19. August 2016    | Galați         | ITF $10.000 | Sand      | Oana Georgeta Simion        | Karola Patricia Bejenaru Georgia Crăciun           | 5:7, 6:4, [10:3]   |
| 4.  | 25. August 2017    | Bukarest       | ITF $15.000 | Sand      | Oana Georgeta Simion        | Elena Bogdan Elena-Teodora Cadar                   | 6:3, 0:6, [12:10]  |
| 5.  | 29. Juli 2018      | Horb am Neckar | ITF $25.000 | Sand      | Oana Georgeta Simion        | Jana Jablonovská Vivien Juhászová                  | 6:3, 6:0           |
| 6.  | 7. September 2018  | Marbella       | ITF $15.000 | Sand      | Claudia Hoste Ferrer        | Ana Lantigua de la Nuez Ángeles Moreno Barranquero | 6:2, 6:2           |
| 7.  | 14. September 2018 | Warna          | ITF $15.000 | Sand      | Aymet Uzcátegui             | İpek Öz Melis Sezer                                | 3:6, 7:5, [10:5]   |
| 8.  | 4. August 2019     | Fort Worth     | ITF W25     | Hartplatz | Hsu Chieh-yu                | Elysia Bolton Jada Hart                            | 7:68, 7:5          |
| 9.  | 24. August 2019    | Guayaquil      | ITF W25     | Sand      | Katerina Stewart            | Yuliana Lizarazo Camila Osorio                     | 6:71, 7:66, [10:7] |
| 10. | 23. November 2019  | Naples         | ITF W25     | Sand      | María José Portillo Ramírez | Lea Bošković Seone Mendez                          | 7:5, 6:2           |